# Deuxième circonscription de Chelenko
La deuxième circonscription de Chelenko est une des 177 circonscriptions législatives de l'État fédéré Oromia, elle se situe dans la Zone Est Hararghe. Sa représentante actuelle est Hekmet Zekariya Abubeker.